# Ancyronyx pseudopatrolus
Ancyronyx pseudopatrolus là một loài bọ cánh cứng trong họ Elmidae. Loài này được Freitag & Jäch miêu tả khoa học năm 2007.